# Celerena probola
Celerena probola là một loài bướm đêm trong họ Geometridae.